# Doublure
Doublure – część głowy trylobitów.

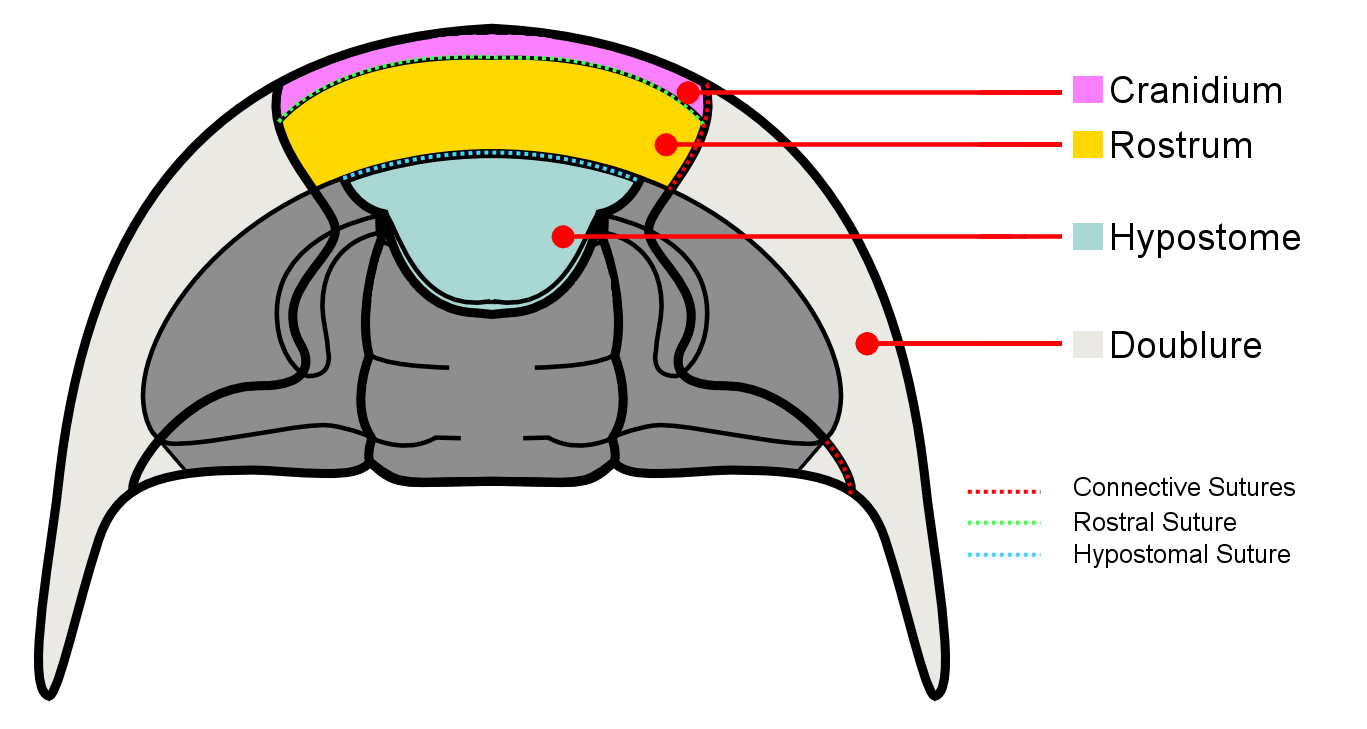
Spód głowy trylobita

Doublure stanowi przedni i boczne brzegi grzbietowej części karapaksu głowy, podwinięte na jej część spodnią. Zwykle do jego przedniej części przyczepiona jest hypostoma. Wyjątek stanowią, uważane za prymitywniejsze, formy u których hypostoma nie jest przyczepiona do doublure, lecz umieszczona na błoniastej części oskórka (pozycja natant).